# Maraike Kusian
Maraike Kusian (* 20. August 2002 in Wolfsburg, Deutschland) ist eine deutsche Handballspielerin, die für den Bundesligisten Borussia Dortmund aufläuft.

## Karriere

### Im Verein
Kusian begann das Handballspielen beim MTV Vorsfelde und wechselte später zur HSG Weyhausen/Tappenbeck/Fallersleben. Im Jahr 2016 schloss sich die Linkshänderin der HSG Hannover-Badenstedt an, aus dem zwei Jahre später nach dem Rückzug des Vereines Badenstedter SC der TV Hannover-Badenstedt hervorging. Ab ihrem 16. Lebensjahr erhielt sie Spielanteile in der 3. Liga. Mit dem TV Hannover-Badenstedt gewann sie 2019 und 2020 die Meisterschaft der Nordstaffel in der 3. Liga. Kusian besaß in der Spielzeit 2019/20 ein Zweitspielrecht für den VfL Oldenburg, mit deren A-Jugend sie in der A-Jugendbundesliga antrat.
Nachdem Kusian eine Pause eingelegt hatte, schloss sie sich im Oktober 2020 dem Oberligisten VfL Wolfsburg an. Im Sommer 2022 wechselte die Außenspielerin zum Bundesligisten Borussia Dortmund. Kusian bestritt am 10. September 2022 ihr Bundesligadebüt gegen den SV Union Halle-Neustadt, bei dem sie zwei Treffer erzielte.

### In Auswahlmannschaften
Kusian gehörte der Auswahlmannschaft der Handballregion Süd-Ost Niedersachsen des Jahrganges 2001 an. Im Jahr 2014 wurde sie in den erweiterten Kader der Niedersachsenauswahl berufen. Beim DHB-Länderpokal 2018, dem Abschlussturnier der Landesauswahlmannschaften, belegte sie mit ihrer Auswahlmannschaft den vierten Platz. Anschließend gehörte Kusian dem Kader der deutschen Jugendnationalmannschaft an, mit der sie bei der U-17-Europameisterschaft 2019 den siebten Platz belegte. Kusian erzielte im Turnierverlauf 19 Treffer.